# سيتينيل دي لاس بودوغاس
بلدية سيتينيل دي لاس بودوغاس (بالإسبانية: Setenil de las Bodegas)‏، هي إحدى بلديات مقاطعة قادس، التي تقع في منطقة الأندلس جنوب إسبانيا.والتي بناها الموحدون عندما كانت الأندلس في حكم المسلمين
يبلغ عدد سكانها 3.043 نسمة وفقاً لإحصائية سنة (2002).
سيتينيل دي لاس بوديجاس (Setenil de las Bodegas) هي مدينة صغيرة في محافظة قادس (Cádiz) الواقعة في منطقة الأندلس جنوب إسبانيا. تتميز المدينة عن باقي قرى ومدن الأندلس، ببيوتها المشيدة تحت الصخور العملاقة ليمتزج فيها جمال الطبيعة بالتصاميم المعمارية الحديثة.
هناك روايتان حول الجزء الثاني من اسم البلدة “دي لا بوديجاس”، إحداهما تقول إن الاسم أضيف إلى اسم البلدة “سيتينيل” في القرن الخامس عشر بعد الميلاد، بعد ازدياد عدد مزارع الكروم التي دمرتها الآفات الزراعية عام 1860 أما الرواية الثانية فتقول إن الجزء الثاني من الاسم يشير إلى المخازن الضخمة القابعة تحت الصخور العملاقة، والتي تحتفظ بدرجة برودتها حتى في أشد أيام الصيف سخونة.
تمتد سيتينيل على طول مجرى «ريو تريجو» (Rio Trejo) وتقع على بعد 157 كيلومتراً شمال شرق قادس في منطقة الأندلس جنوب إسبانيا، ويبلغ عدد سكانها حوالي 3016 نسمة.
تتمتع المدينة بالكثير من المناظر الخلابة المتمثلة في التصميمات المعمارية التي شيدها السكان بين الممرات الجبلية وعلى الشريط الممتد على طول ساحل نهر تريجو.
تزخر المدينة بالمعالم السياحية البارزة والممرات الجبلية الساحرة، إلا أن أغلبية السائحين يتوافدون إليها للتمتع بمشاهدة البيوت التي تعانق الصخور من كل جانب فضلا عن انتشار المنحوتات الرومانية القديمة والجميلة والقلعة العربية وأطلال أسينيبو.
فضل أهل البلدة بناء بيوتهم في أحضان الصخور، ليتمتعوا بدرجات الحرارة المنخفضة بطريقة طبيعية بدلاً من بناء بيوت حديثة وتزويدها بوسائل التبريد أو التدفئة التقليدية المعروفة. ويعملون
سنوياً على تجديد طلاء البيوت باللون الأبيض، الذي يعكس أشعة الشمس، بهدف المحافظة على درجة برودتها، حتي في أشد أيام السنة حرارة، كما يحافظ عليها دافئة في أيام الشتاء الباردة، كما أن البعض من هذه البيوت له أسطح صخرية فوقها بساتين الزيتون.
المصدر: موقع صحيفة البيان الإلكترونية

## معرض الصور

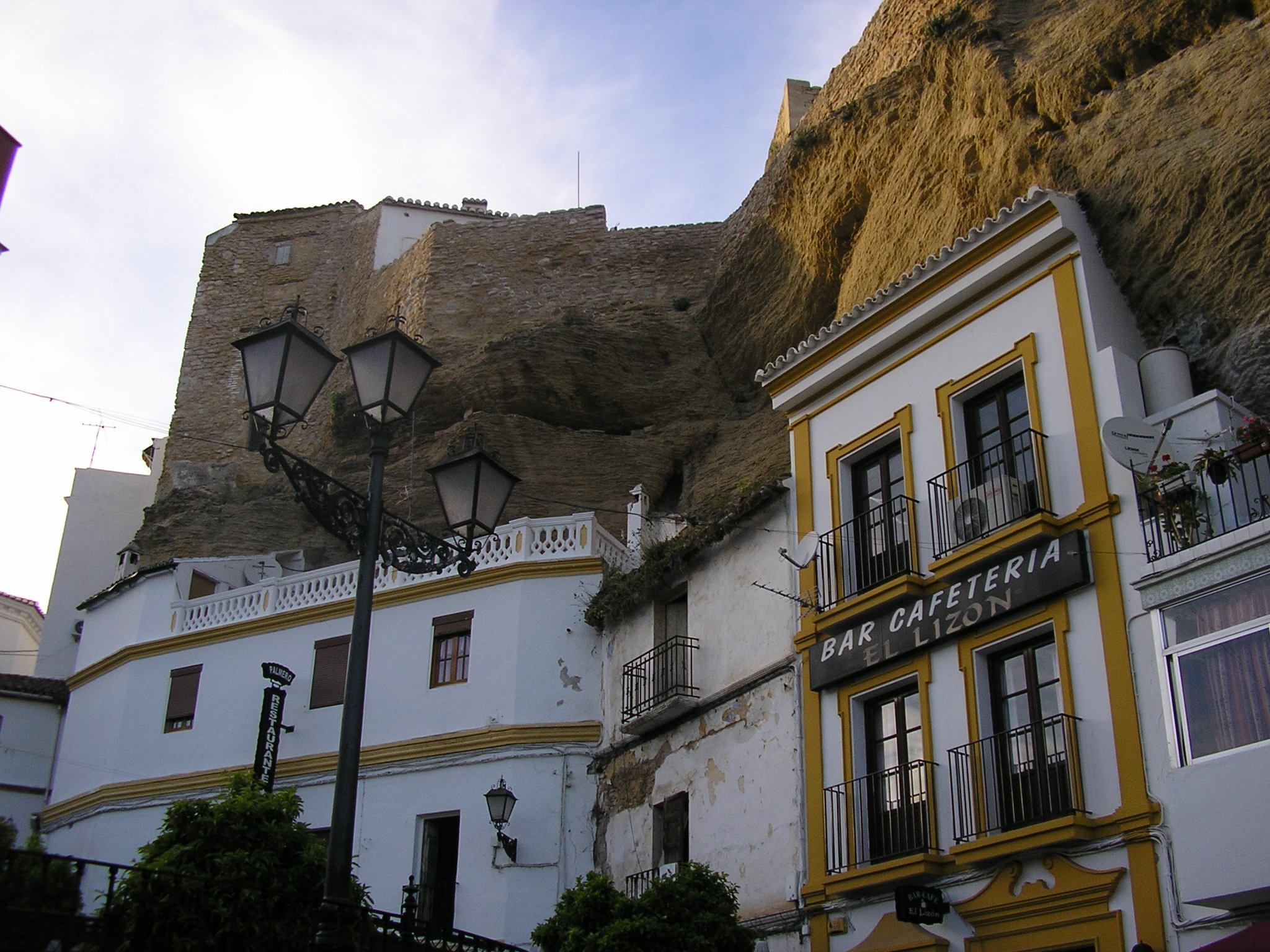
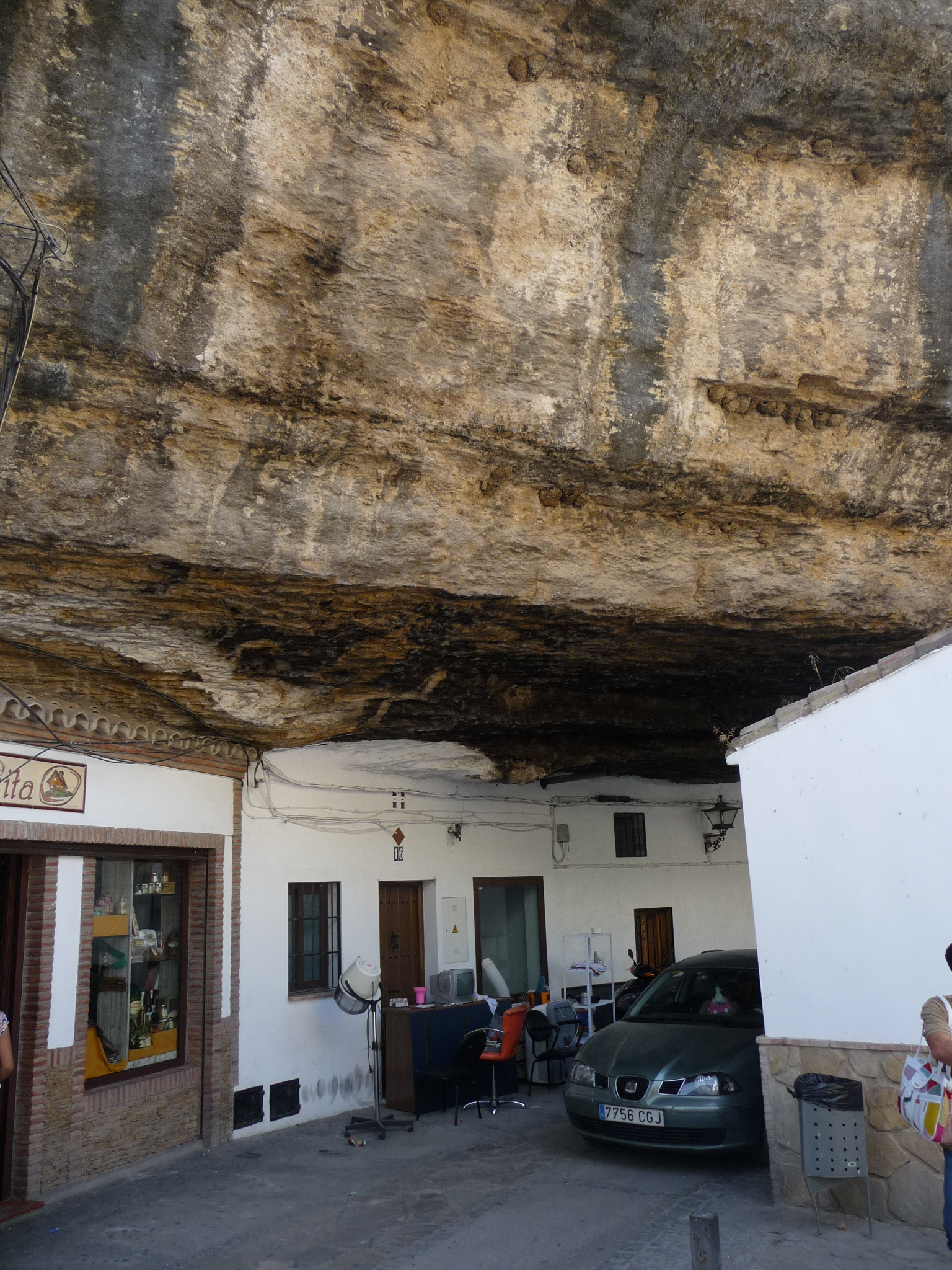

- ملف:Houses in Setenvil.jpeg